# Erinaceus europaeus
Il riccio comune, talvolta noto anche come riccio europeo (Erinaceus europaeus Linnaeus, 1758), è un mammifero appartenente alla famiglia Erinaceidae. Questo animale è spesso confuso con il porcospino, termine che si riferisce in realtà all'istrice. Il riccio presenta caratteristiche morfologiche arcaiche, come la formula dentaria e la conformazione del cervello, che lo collegano ai mammiferi esistenti sulla Terra al termine del Cretaceo, mostrando una differenziazione limitata nel corso di milioni di anni. Nel tempo, ha sviluppato il suo caratteristico rivestimento di aculei.

## Distribuzione e habitat
Con numerose sottospecie, il riccio comune si è diffuso in gran parte dell'Europa, estendendosi a nord fino alle zone costiere della Penisola scandinava e a est fino alla Siberia. È stato introdotto anche in Gran Bretagna e in Irlanda, dove, in alcuni casi, ha mostrato effetti nocivi.
Durante il XIX secolo, è stato introdotto accidentalmente in Nuova Zelanda, a causa di esemplari letargici nascosti in balle di fieno. In Italia, la specie si è diffusa con tre sottospecie (oltre alla sottospecie nominale, anche consolei e italicus), occupando gran parte del territorio nazionale, comprese Sicilia e Sardegna. Le popolazioni di queste isole, così come quelle della Penisola iberica, risultano geneticamente ben differenziate da quelle continentali. Nel Triveneto, la specie vive in simpatria con l'affine Erinaceus roumanicus, che fino a poco tempo fa era considerata una sottospecie di E. concolor.

## Descrizione

### Dimensioni
Il riccio comune misura fino a 25–27 cm di lunghezza e il suo peso supera raramente il chilogrammo, sebbene possa raddoppiare in vista dell'inverno. La coda di solito raggiunge una lunghezza di circa 2,5 cm.

### Aspetto

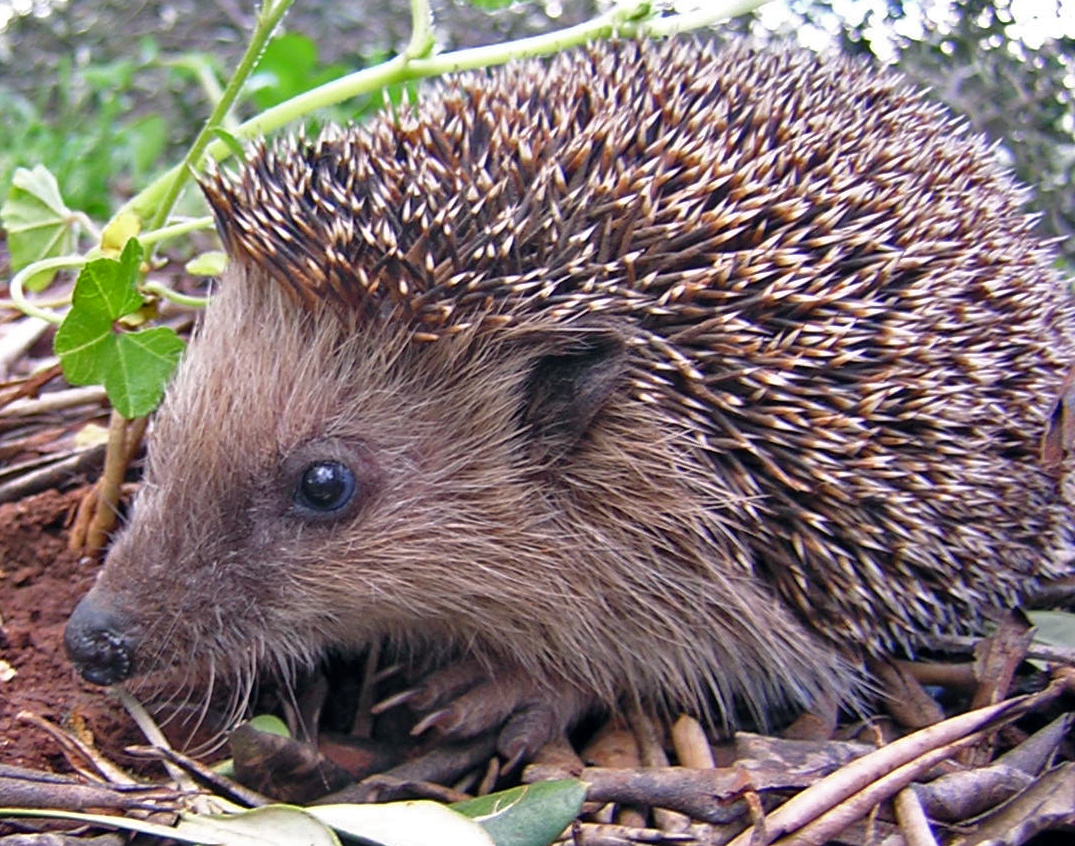
Un riccio in natura.

Il riccio presenta un cranio allungato e un piccolo cervello, gran parte del quale è dedicato alla decodificazione dei segnali olfattivi, rendendo l'olfatto il senso predominante per questo animale. Il naso è grande, nero e molto mobile; i canali olfattivi sono costantemente umettati da una mucosa. Anche il senso del tatto è ben sviluppato, mentre la vista è meno importante: i ricci possono vedere fino a 30 m di distanza durante il giorno e a 12 m di notte. Nonostante le piccole orecchie, parzialmente nascoste dal pelo, i ricci sono in grado di percepire frequenze comprese tra 250 e 60.000 Hz, inclusi gli ultrasuoni, il che facilita la ricerca del cibo. Anatomicamente, i ricci presentano ossa mascellari robuste e una dentatura composta da 36 denti. I due lunghi denti frontali, che possono sembrare canini a prima vista, sono in realtà incisivi modificati.

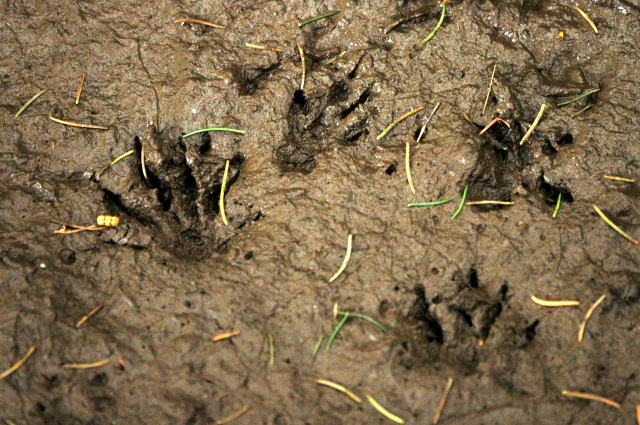
Impronte di riccio: le zampe posteriori lasciano impronte significativamente diverse rispetto a quelle anteriori.

Il corpo del riccio comune è tozzo e ha una forma a pera: il muso è lungo, appuntito e leggermente rivolto all'insù, in contrasto con il collo corto e il quarto posteriore arrotondato. Le zampe sono corte e robuste, mentre i piedi sono allungati e presentano cinque dita con unghie appuntite. Le impronte lasciate dalle zampe posteriori sono notevolmente diverse da quelle delle zampe anteriori, tanto che i neofiti possono confonderle con tracce di animali di specie differenti.

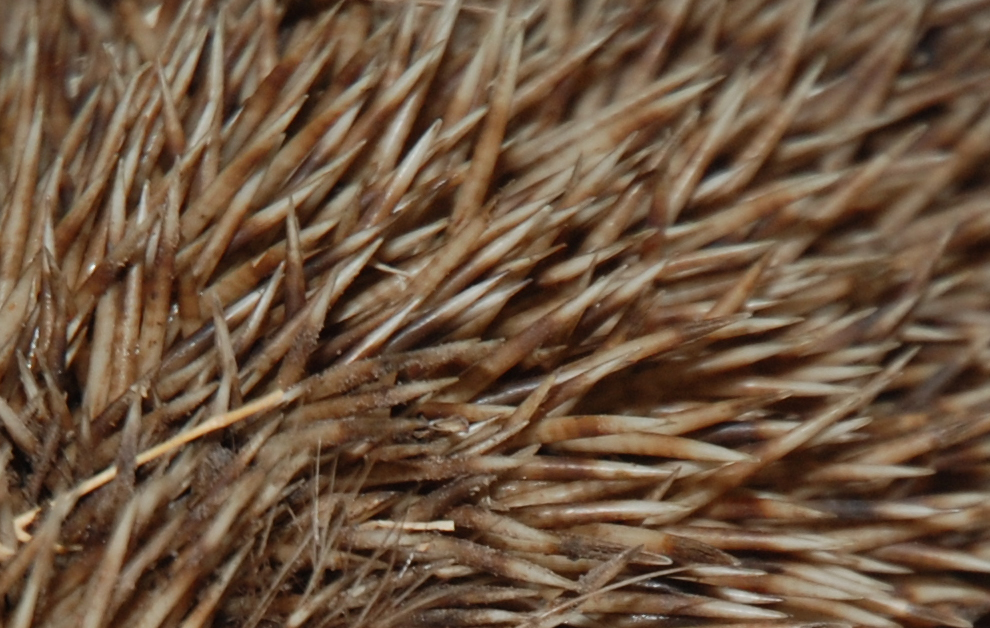
Gli aculei del riccio: ciascun esemplare ne possiede fino a 6000.

 Gli aculei variano di colore a seconda della stagione: durante l'autunno e l'inverno, assumono una tonalità marroncina più scura, mentre in primavera ed estate si presentano più chiari. Anche il pelo cambia colore in base alla stagione, passando da tonalità più chiare a tonalità più scure. Le aree di pelle nuda (cerchi perioculari, orecchie, zampe e naso) sono di colore nero. Il pelo è ispido e varia dal grigiastro al beige; nella zona della fronte, dei fianchi e del dorso, il pelo è sostituito da aculei (peli modificati) lunghi circa 2 cm e di colore nero striato trasversalmente di biancastro. Gli aculei sono appuntiti e cavi, presentano carenature laterali e ciascuno di essi è dotato di un muscolo innervato che consente l'erezione quando l'animale è eccitato o in stato d'allerta. Ogni esemplare può possedere fino a 6000 aculei.
Oltre a proteggere l'animale da eventuali aggressori, gli aculei prevengono anche danni seri dovuti a urti o cadute: ciascun aculeo presenta un restringimento vicino al follicolo pilifero, che lo rende flessibile e capace di assorbire urti anche significativi.

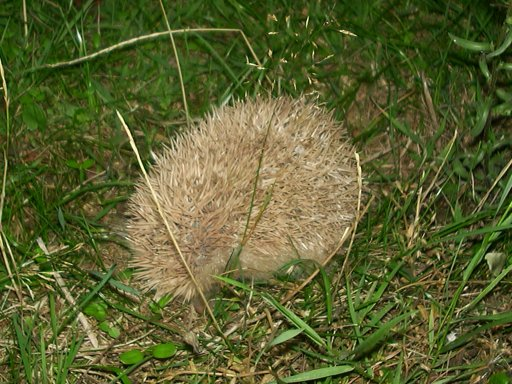
Un riccio "biondo".

Nei ricci è presente una mutazione recessiva che porta alla nascita di esemplari dal pelo uniformemente color crema, con occhi neri (quindi non si tratta di albini). Questa mutazione è particolarmente frequente sull'isola di Alderney. I ricci con questa mutazione, noti come "biondi" (mentre su Alderney vengono chiamati spike girls, "ragazze spinose"), sembrano essere meno soggetti agli attacchi delle pulci.

## Biologia
Il riccio è un animale esclusivamente notturno. Le sue abitudini notturne non sono tanto una necessità legata alla difesa, grazie alla protezione offerta dalla cortina di aculei, quanto piuttosto un adattamento allo stile di vita delle sue prede, che sono molto più abbondanti durante la notte. Nonostante il suo aspetto goffo e il movimento generalmente lento, il riccio è in grado di correre velocemente e si dimostra un ottimo nuotatore.
Durante il giorno, il riccio riposa nascosto nella sua tana, che di solito è una cavità nel suolo situata nel sottobosco, tra tronchi e foglie cadute. Di notte, esce alla ricerca di cibo, percorrendo tragitti abituali. Non teme di attraversare spazi aperti, poiché è ben protetto dalla sua corazza di aculei. In una notte, i ricci possono percorrere da 1 a 3 km, muovendosi in territori di caccia che possono estendersi da 30 a 100 ettari (da 300.000 m² a 1 km²). Le femmine, che si spostano più lentamente, hanno un campo d'azione che non supera generalmente una decina di ettari (100.000 m²). Gli esemplari che vivono in ambienti aperti tendono a muoversi di più rispetto a quelli che si stabiliscono in aree boschive o riparate. Durante l'estate, il riccio cambia tana dalle 20 alle 30 volte.

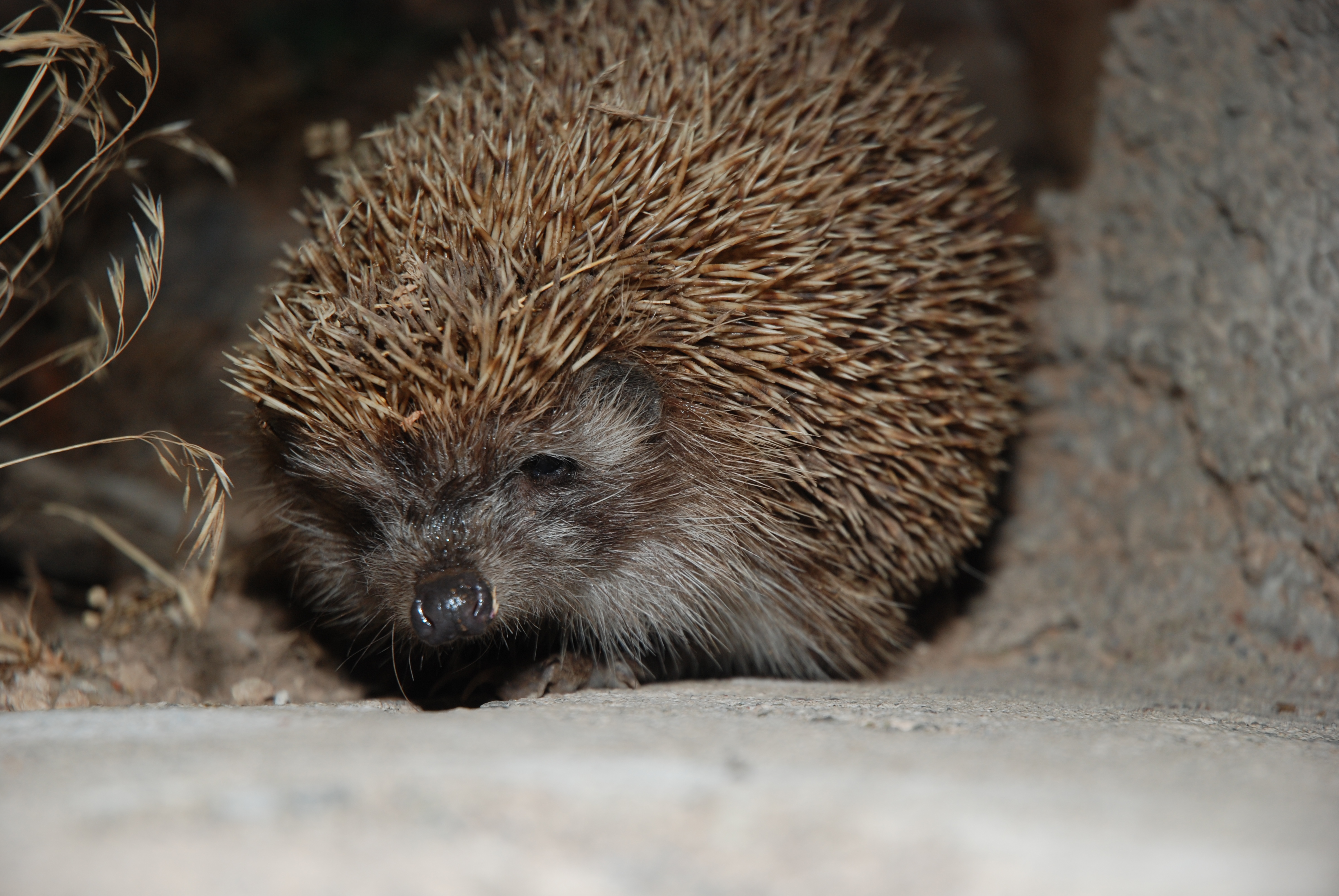
Un esemplare di riccio in natura.

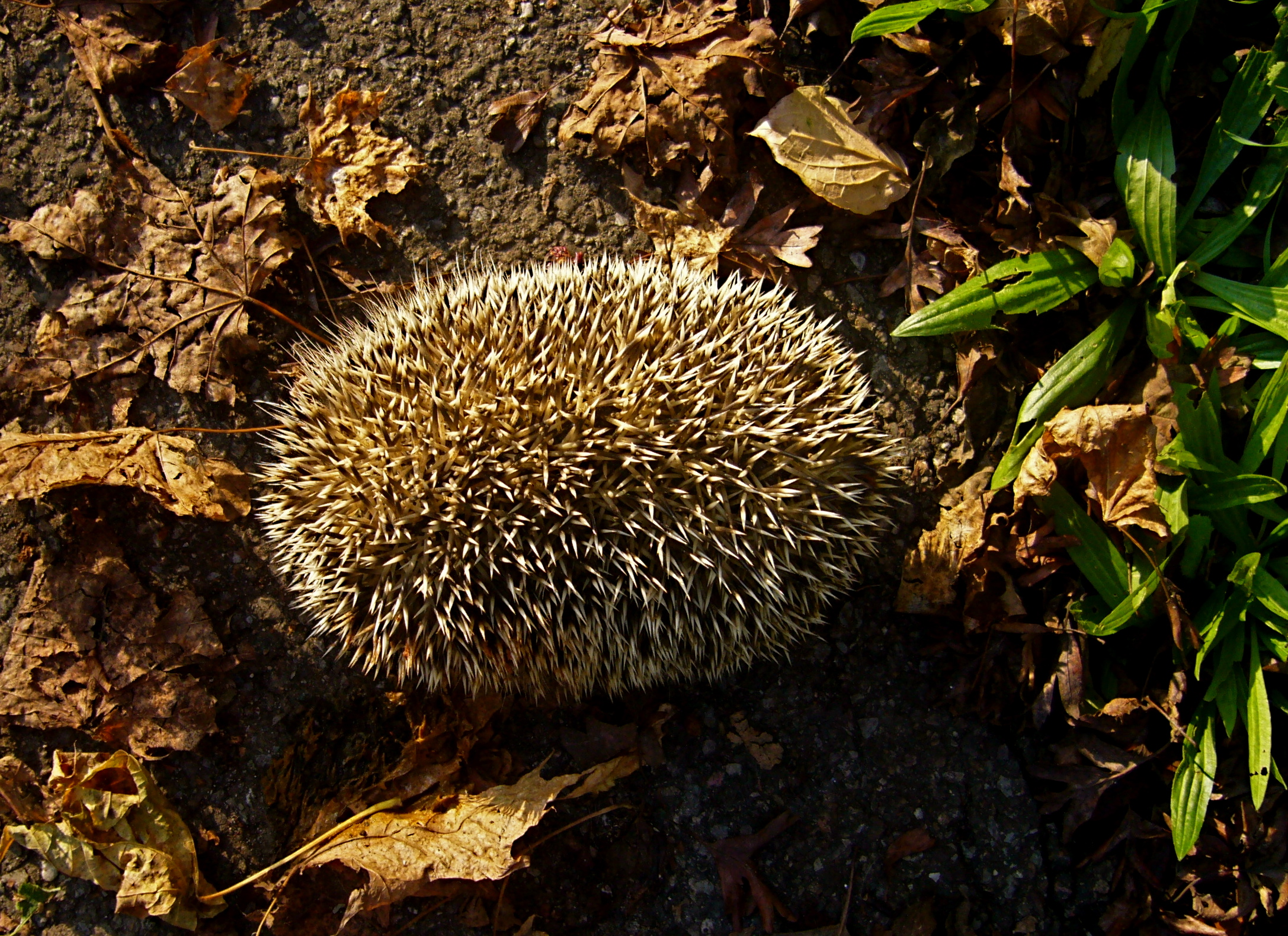
Un riccio appallottolato.

Quando un riccio incontra un possibile pericolo, normalmente reagisce immobilizzandosi e drizzando gli aculei sul dorso. Se l'intruso lo tocca, si appallottola su se stesso; questo processo è facilitato da una fascia muscolare sulla schiena che contraendosi stringe tutto il corpo e gli arti in un sacco cutaneo. L'aggressore si trova quindi davanti a un'impenetrabile cortina di spine. Tuttavia, questa tattica risulta inefficace contro le volpi, che urinano sull'animale appallottolato costringendolo a uscire dalla "corazza" per poi morderlo sul delicato muso; inoltre, le automobili rappresentano un serio pericolo: quando il riccio si appallottola in loro presenza, viene inevitabilmente travolto e ucciso. Si stima che ogni anno tra i due e i tre milioni di ricci perdano la vita in questo modo mentre attraversano le strade; nel Regno Unito, le popolazioni di ricci vengono monitorate contando il numero di carcasse ritrovate su alcune delle strade più frequentate.
Il riccio ha abitudini solitarie e tende a evitare i contatti con i conspecifici, percependo la loro presenza attraverso l'udito o l'olfatto; al contrario, quando avverte l'avvicinarsi di un estraneo, va subito in allerta. Tuttavia, se si verifica un contatto, i ricci non disdegnano lo scontro diretto, che viene risolto in base alle dimensioni e all'età degli esemplari.
Durante i mesi invernali (da ottobre ad aprile), il riccio entra in letargo. Questa fase può essere rischiosa per l'animale: se non ha accumulato una quantità sufficiente di grasso corporeo durante la bella stagione, potrebbe morire per inedia, soprattutto se è giovane. In caso di freddo estremo, l'animale (la cui temperatura corporea scende dai normali 35 °C a circa 10 °C e i battiti cardiaci calano da 190 a 20 al minuto) può uscire dal letargo per cercare cibo. Per prepararsi al letargo, il riccio raccoglie una buona quantità di muschio e foglie secche da utilizzare come giaciglio.
L'aspettativa di vita media in natura è di circa 2 anni; tuttavia, gli esemplari possono raggiungere gli 8 anni in assenza di pericoli e soprattutto se tenuti lontani dalle strade. In cattività, possono vivere fino a 10 anni.

### Alimentazione
Il riccio è un animale onnivoro grazie alla sua variegata dieta.
L'alimentazione del riccio si basa principalmente su invertebrati di vario tipo, tra cui insetti, lumache, lombrichi, ragni, scorpioni, uova, rettili e anfibi. Non disdegna nemmeno di nutrirsi di piccoli mammiferi, in particolare dei topi, di cui è considerato un cacciatore spietato, poiché uccide gli adulti e dissotterra i nidi per cibarsi dei piccoli.
La credenza che i ricci si nutrano prevalentemente di vipere è fondata solo in casi eccezionali. Infatti, l'animale non teme i morsi velenosi, poiché i denti veleniferi delle vipere sono più corti degli aculei e raramente riescono a penetrare il rivestimento di peli ispidi che protegge il riccio.
In caso di necessità, i ricci possono mangiare senza problemi anche ghiande, bacche e frutta, nutrendosi, in casi estremi, anche di foglie.
È importante notare che il latte vaccino è velenoso per i ricci: non potendo digerire il lattosio, provoca forti diarree che possono portare alla morte dell'animale.

### Riproduzione

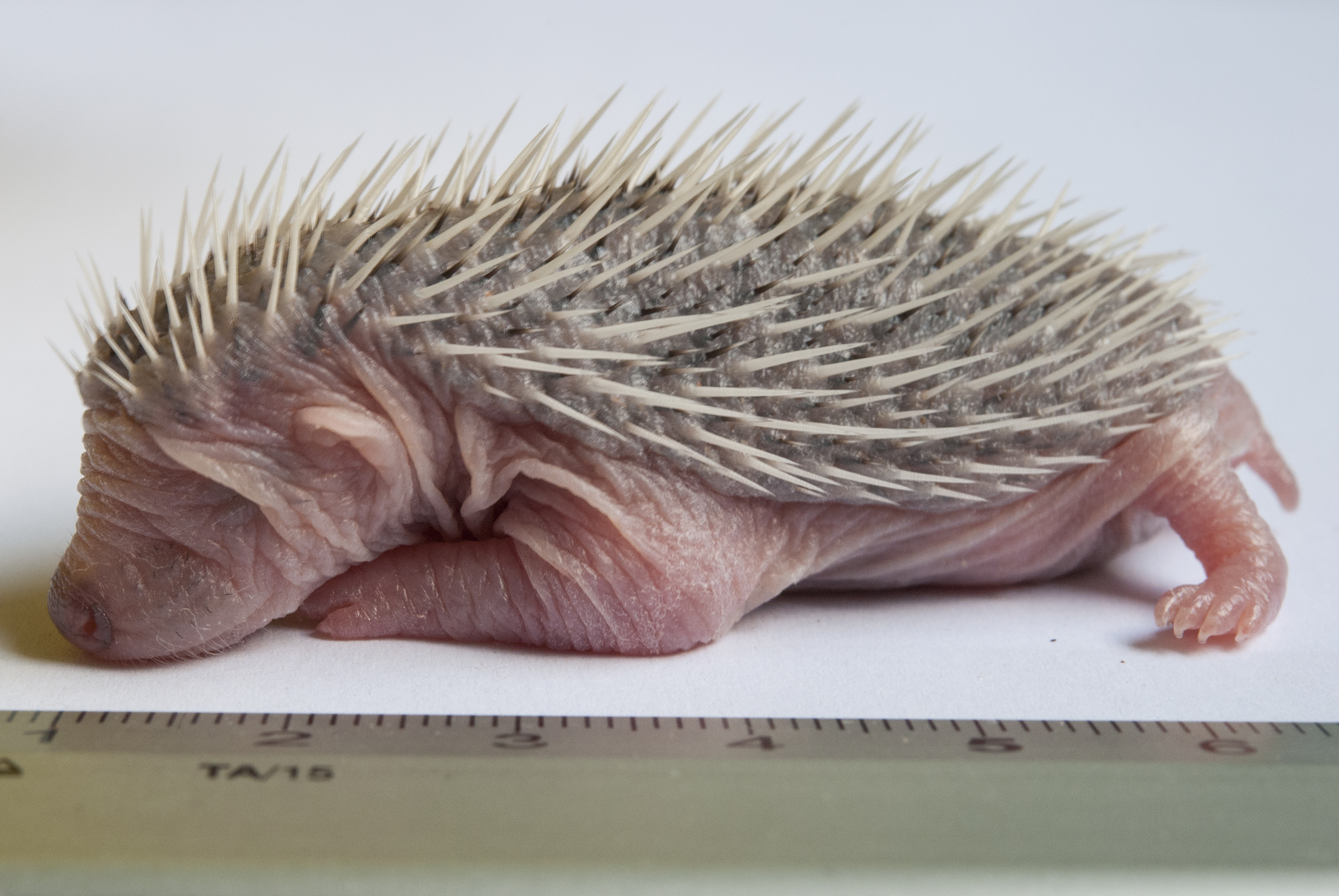
Cucciolo di riccio comune

La gestazione del riccio comune può durare da 30 a 50 giorni, con un numero di piccoli che varia da 1 a 9. Il parto avviene generalmente tra maggio e ottobre; se la femmina si riproduce in anticipo, può partorire due volte nella stessa stagione.Il pene del maschio è piccolo e aderente al corpo, tranne durante il periodo dell'accoppiamento. La vagina della femmina si trova all'estremità posteriore dell'addome, e in entrambi i sessi sono presenti cinque coppie di capezzoli. Dopo il rituale di corteggiamento, durante il quale il maschio mordicchia gli aculei della femmina, quest'ultima abbassa gli aculei e la penetrazione avviene con il maschio sopra di lei.I piccoli nascono già con gli aculei ricoperti da una membrana protettiva, che serve a proteggere la madre durante il parto. Dopo circa 36 ore, questi primi aculei vengono sostituiti da un nuovo strato sviluppatosi internamente, seguito da un ulteriore terzo mantello che sostituirà definitivamente i primi due. Dopo un mese e mezzo, i piccoli iniziano a somigliare completamente agli adulti.

## Rapporti con l'uomo
Nell'antica Roma, il riccio veniva allevato per la sua carne; inoltre, il pelo aculeato del dorso era utilizzato per cardare la lana e come componente dei frustini per spronare i cavalli e svezzare i vitelli. Col tempo, la fitta copertura di aculei ha portato a considerare il riccio simile ai capelli: le ceneri di questi animali, miscelate con resina e applicate sulla testa, erano ritenute erroneamente un rimedio contro la calvizie.
Attualmente, il riccio è una specie protetta dalle leggi italiane; pertanto, non è consentito né cacciarlo né tenerlo in cattività.